# Кліффорд Міранда
Кліффорд Міранда (англ. Clifford Miranda; нар. 11 липня 1982, Маргао, Гоа, Індія) — індійський футболіст, який грав на позиції півзахисника. Відомий за виступами у складі команди «Демпо», у складі якої 3 рази ставав чемпіоном Індії, та у складі збірної Індії. після закінчення виступів на футбольних полях — індійський футбольний тренер.

## Ігрова кар'єра
Кліффорд Міранда народився в місті Маргао в штаті Гоа. У дорослому футболі дебютував 2000 року виступами за команду «Демпо». У складі команди швидко став одним із основних гравців атакувальної ланки команди, та в її складі двічі став переможцем Національної футбольної ліги, та тричі переможцем І-Ліги. У 2015 році протягом короткого часу знаходився в оренді в клубі «Гоа». У 2015 році футболіст перейшов до клубу АТК, проте за короткий час на правах оренди перейшов до клубу «Мумбаї». У 2016—2017 роках Міранда грав у складі клубів «Мінерва Пенджаб» і «Черчілл Бразерс», проте вже не був гравцем основного складу, й у 2017 році завершив виступи на футбольних полях.

## Виступи за збірні
У 2005 році Кліффорд Міранда дебютував у складі національної збірної Індії. У складі команди брав участь у фінальній частині Кубку Азії 2011 року. У складі збірної грав до 2014 року, загалом провів у її складі 45 матчів, у яких відзначився 6 забитими м'ячами.

## Кар'єра тренера
Розпочав тренерську кар'єру невдовзі після завершення виступів на футбольних полях, у 2018 році очоливши юнацьку команду клубу «Гоа». У 2019 році став асистентом головного тренера першої команди клубу, в 2020 році протягом короткого часу виконував обов'язки головного тренера клубу «Гоа». У 2022—2023 роках Міранда працював асистентом головного тренера клубу «Одіша», і в 2023 році протягом короткого часу виконував обов'язки головного тренера клубу. У 2023—2024 роках Кліффорд Міранда був асистентом головного тренера клубу «Мохун Баган» і  одночасно в 2023 році —— головним тренером молодіжної збірної Індії. З 2024 року Міранда працює асистентом головного тренера клубу «Мумбаї Сіті».

## Титули і досягнення

### Як футболіста
- Переможець І-Ліги (3):

«Демпо»: 2007—2008, 2009—2010, 2011—2012
- Переможець Національної футбольної ліги (2):

«Демпо»: 2005, 2007
- Володар Суперкубка Індії (2):

«Демпо»: 2008, 2010
- Володар Кубка виклику АФК: 2008
- Переможець Чемпіонату Південної Азії: 2005, 2011

### Як тренера
- Переможець Індійської суперліги (регулярний чемпіонат) (1):

«Гоа»: 2019–2020
- Володар Супер Кубка (1):

«Одіша»: 2023